# Jesús Carballo García (arqueólogo)
Jesús Carballo García (Santiago de Compostela, 1874-Santander, 1961) fue un arqueólogo español que desarrolló su principal actividad en Cantabria a lo largo de más de medio siglo.

## Biografía
Estudió originalmente la carrera eclesiástica como salesiano, pasando luego a la clerecía secular incardinado en el obispado de Burgo de Osma, y formándose en Ciencias Naturales, en las que llegó a doctorarse por la Universidad de Madrid. Además de conocido arqueólogo en el ámbito local santanderino, era también virtuoso músico y políglota, y escribió algunas novelas históricas sobre escenarios prehistóricos y protohistóricos. En Santander, residió en la calle Canalejas.

### Aportaciones
A su llegada a Santander le fue encomendada la dirección del nuevo colegio salesiano, que se encontraba aún en construcción. Fue el promotor en Santander de una delegación ―pretendía que fuera espeleológica inicialmente― de la Real Sociedad Española de Historia Natural y ostentaba ser el primero en España que utilizó esta terminología para llamar a la ciencia encargada de estudiar las cavidades naturales. En una comunicación presentada en 1908 en el Primer Congreso de Naturalistas Españoles de Zaragoza afirmaba que:

En España, la Espeleología pasa desapercibida, a pesar del extraordinario incremento que va tomando en el extranjero, y apenas la conocen los que estudian obras francesas o alemanas. Nuestras geologías y diccionarios universales desconocen por completo esta palabra; por primera vez sonó este año en un artículo mío, publicado a este fin en el Boletín de la Real Sociedad Española de Marzo 1908 (...) El incremento extraordinario que en estos tiempos han tomado las Ciencias Naturales, nos obligó a dividir cada una de ellas en varios ramos, a fin de especificar y profundizar más las investigaciones. Así (...) la Geología, que hace un siglo se limitaba a un conjunto de puras hipótesis, abarca hoy tan vasto campo de acción, que se vio obligada a dividirse en Paleontología, Mineralogia, Estratigrafía y después en Sismología, Oceanografía, Vulcanografía, Hidrología, etc., formando cada una de éstas una nueva ciencia con sus necesarias subdivisiones. Y ahora el estudio de las cavernas adquiere tal desarrollo, que debe forzosamente separarse independiente de su madre la Geología. No debe confundirse con ésta, porque se limita al estudio completo de las cavernas sin que investigue el mar, ni los desiertos, ni los glaciales, ni los volcanes, como hace aquella. Otros la confunden con la Prehistoria, siendo cosa muy diversa, porque ésta se ocupa tan sólo de lo concerniente al hombre, mientras que la Espeleología comprende, además de esto, el estudio de los fenómenos hidrológicos, químicos, biológicos, etc., de las cavernas.

Una de sus principales aportaciones culturales fue la creación del actual Museo Regional de Prehistoria y Arqueología de Cantabria, inaugurado en 1926. Estudió diversas cuevas y yacimientos paleolíticos, protohistóricos y romanos, y algunos yacimientos paleontológicos del Cuaternario, principalmente de Cantabria. Son destacables sus actuaciones en la cueva de El Pendo (con el doctor Blas Larín) y en la ciudad romana de Julióbriga (con la colaboración de Larín y del arqueólogo y deportista Vicente Ruiz Argilés), ambas en Cantabria. En uno de sus viajes por motivos de salud descubrió una serie de pinturas en la cueva de Ibeas (sierra de Atapuerca). 
Fue miembro del Centro de Estudios Montañeses, comisario provincial de Excavaciones Arqueológicas, director del Museo Provincial de Prehistoria y miembro de entidades relacionadas con el patrimonio arqueológico, las ciencias y las artes.
Murió el 30 de noviembre de 1961, con 88 años de edad, tras una larga y prolífica trayectoria profesional y literaria, de destacada vocación divulgadora. Sus restos reposan desde marzo de 2008 en el Panteón de Hombres Ilustres de la ciudad de Santander, su ciudad adoptiva.

## Obra: principales libros publicados
- 1924: "Prehistoria Universal y Especial de España". Imprenta Vda. L. del Horno. Madrid.
- 1949: "El Rey de los Trogloditas". Santander.
- 1950: "Descubrimiento de la Cueva de Altamira". Santander.
- 1950: "Marcelino Sanz de Sautuola. Antología de Escritores y Artistas Montañeses, t. XIV". Santander.
- 1951: "Fida, la hija del último druida galaico". Aldus, S. A. Santander.
- 1951: "La Cueva de Altamira y otras cuevas con pinturas en la provincia de Santander". 2ª edición ampliada. Patronato de las Cuevas Prehistóricas de la Provincia de Santander. Santander.
- (1953: "La caverna de Las Monedas y sus interesantes pinturas". Patronato de las Cuevas Prehistóricas de la Provincia de Santander. Santander. (En colaboración con Alfredo García Lorenzo).
- 1957: Investigaciones Prehistóricas. Santander: Diputación Provincial de Santander.
- 1960: Investigaciones Prehistóricas, II. Diputación Provincial. Santander.